# Vlachovo
Vlachovo (in ungherese Oláhpatak, in tedesco Lambsdorf) è un comune della Slovacchia facente parte del distretto di Rožňava, nella regione di Košice.